# Hospital Dr. Darío Contreras
El Hospital Docente Universitario Traumatológico Dr. Darío Contreras es un hospital público autogestionado que ofrece atenciones de salud de tercer nivel en el municipio de Santo Domingo Este en República Dominicana. Durante décadas fue el hospital traumatológico más importante del país.

## Historia
El Hospital Docente Universitario Traumatológico Dr. Darío Contreras fue ordenado por el decreto 4979 del 15 de julio de 1959 durante la dictadura de Rafael Leonidas Trujillo Molina y formalmente inaugurado en 1960. El hospital fue concebido como un centro especializado de traumatología y ortopedia, el primero del país. Durante décadas ofreció estas especialidades a los habitantes de todo el país, hasta la construcción del Hospital Traumatológico Dr. Ney Arias Lora.
El dictador Rafael Leonidas Trujillo Molina ordenó que el hospital llevara el nombre del destacado cirujano dominicano Darío Contreras quién años antes le había extirpado un ántrax que ponía en alto riesgo su vida a modo de agradecimiento. Aparte de esto, Darío Contreras se destacó como un prominente cirujano.